# Arcangelo di Jacopo del Sellaio

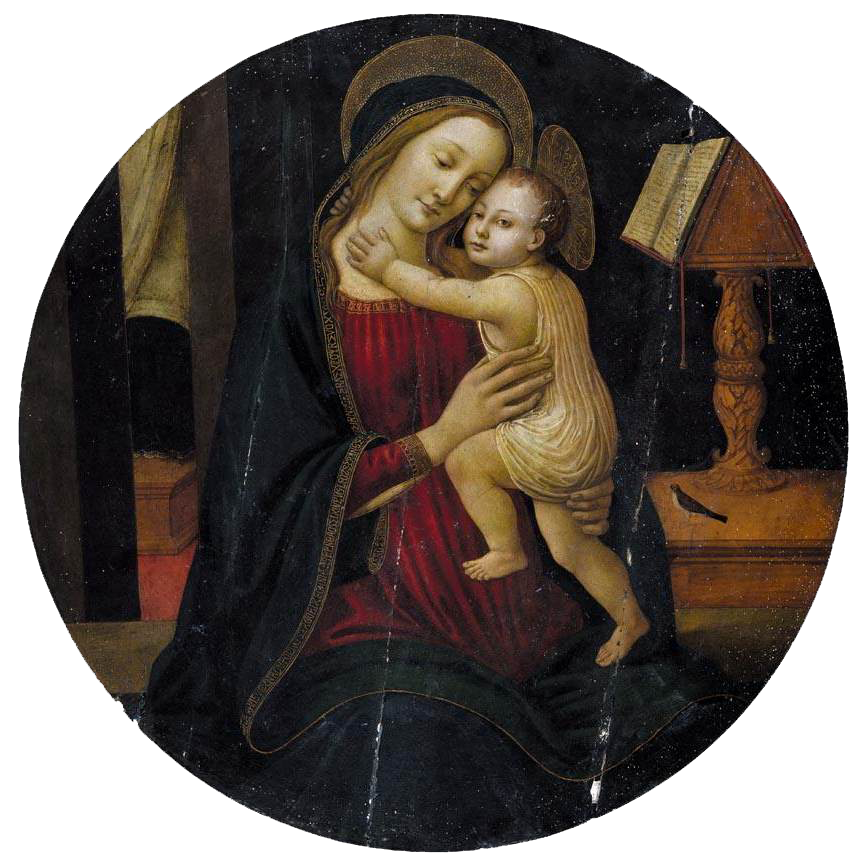
Virgen con el Niño

Arcangelo di Jacopo del Sellaio (Florencia, c. 1477 - Florencia, 1 de marzo de  1531) fue un pintor italiano, que vivió y trabajó durante el Renacimiento.

## Biografía
Hijo del pintor Jacopo del Sellaio, se formó como artista en el taller paterno, que heredó a la muerte de Jacopo. Su estilo es muy cercano al de éste, por lo que es muy difícil realizar un catálogo de sus obras. Hasta hace poco estas se hallaban adscritas a un anónimo Maestro del Tondo Miller, que ha podido ser identificado con bastante seguridad con la personalidad de Arcangelo.
Durante toda su carrera siguió la senda marcada por su padre, sin introducir grandes innovaciones en su estilo eminentemente cuatrocentista. Fue prácticamente inmune a las innovaciones que el manierismo impuso en el panorama artístico florentino e italiano.